# Лінда Катеріне Гофстад Геллеланн
Лінда Катріне Гофстад Геллеланн (норв. Linda Cathrine Hofstad Helleland) — норвезький політик, член партії Хейре, міністр у справах дітей, рівності та соціальної інтеграції (з 2018 року), міністр культури Норвегії (2015—2018).
У період 2001—2005 та 2005—2009 років вона була заступником представника у Норвезькому парламенті від Сер-Тренделагу. Протягом всього першого терміну вона була постійним представником, яка замінила Берге Бренде, який був призначений у другий кабінет Бондевіка. Вона знову повернулася на місце парламенту, коли Бренде працював на Всесвітньому економічному форумі.
Гофстад була членом міської ради Тронгейма з 1999 по 2001 рік.
З 16 грудня 2015 по 17 січня 2018 вона була міністром культури у кабінеті Ерни Солберг.
Геллеланд у грудні 2016 року була обрана віце-президентом Всесвітнього антидопінгового агентства, який представляв уряди у Раді Фонду та Виконавчому комітеті ВАДС.
Одружена з Тронном Геллеланном.